# Sankt Maik
Sankt Maik ist eine deutsche Dramedyserie, die seit 2018 von UFA Fiction für den Fernsehsender RTL produziert wurde. Hinter der Serie stehen die Produzenten Ulrike Leibfried und Sebastian Werninger. Die Hauptrolle des charmanten Trickbetrügers Maik Schäfer, der ungewollt Priester wird, spielt Daniel Donskoy. Die erste Staffel der Verwechslungskomödie wurde ab 23. Januar 2018 ausgestrahlt, die erste Folge der zweiten Staffel am 7. Mai 2019. Gedreht wurde hauptsächlich in der Stadt Zons.
Im Februar 2020 gab RTL bekannt, eine dritte und letzte Staffel zu produzieren. Deren acht Episoden wurden am 19. und 26. August 2021 mit je 4 Folgen ausgestrahlt.

## Handlung

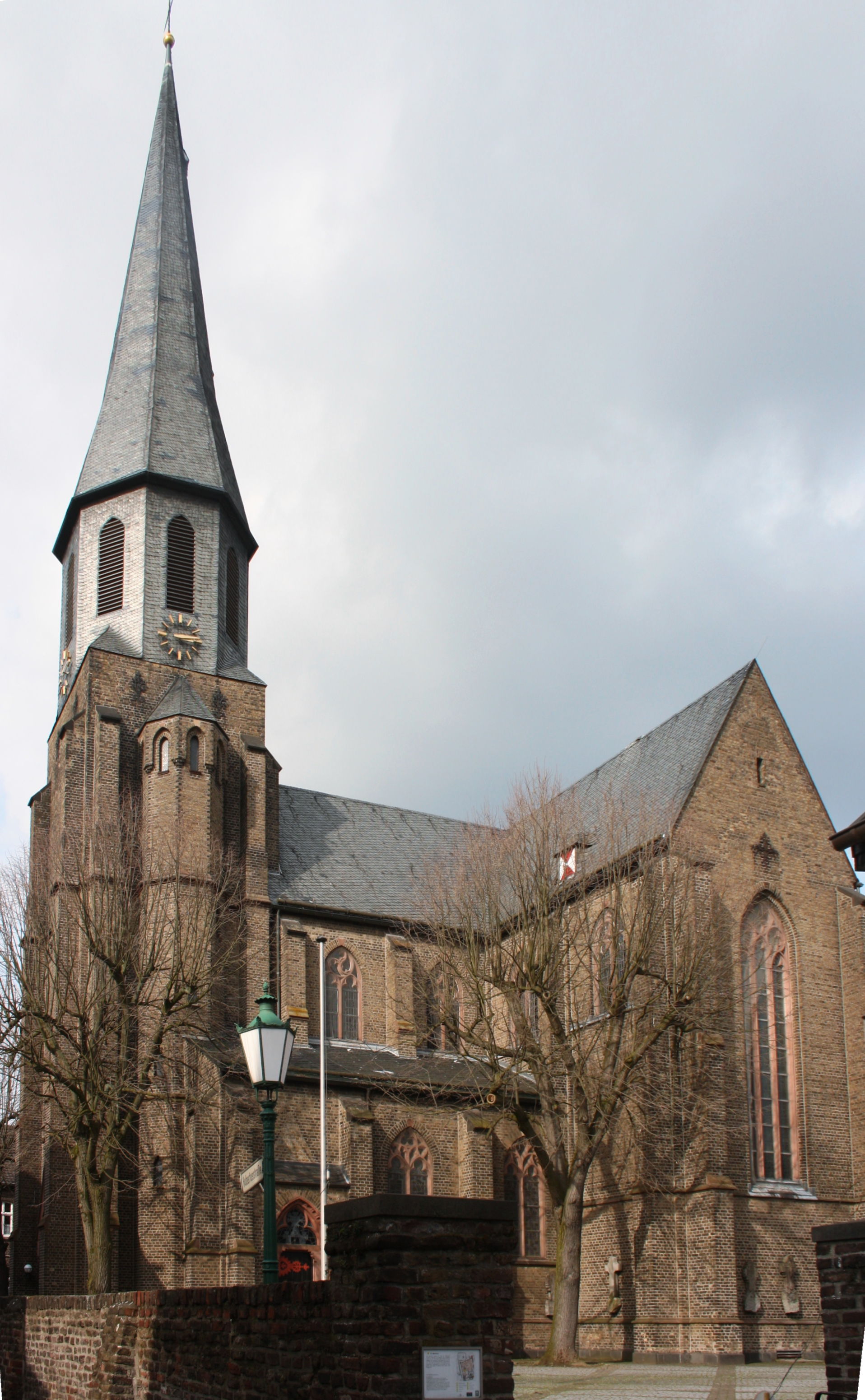
Kirche St. Martinus in Zons, dem Drehort der Serie

Die Brüder Maik und Kevin Schäfer bestreiten ihren Lebensunterhalt als Diebe und Trickbetrüger in Berlin. Nach einem missglückten Deal mit dem Gangster Jurek, der ihnen 50.000 Euro Schulden einbringt, beschließt Maik unterzutauchen. Um an Geld zu kommen, bestiehlt er, als Schaffner verkleidet, die Passagiere eines Eisenbahnzuges bei vorgetäuschten Fahrkartenkontrollen. Als er aufzufliegen droht, tauscht er seine Uniform gegen die Soutane eines in seinem Abteil unbemerkt verstorbenen Priesters. Er landet am Bahnhof des fiktiven Ortes Läuterberg. Die Pfarr-Haushälterin Maria hält ihn für den von ihr erwarteten neuen Pfarrer und begleitet ihn in das Pfarrhaus der katholischen Gemeinde.
Maik erfährt, dass die Gemeinde über eine ungemein wertvolle Monstranz verfügt. Diese möchte er entwenden, um mit dem Verkaufserlös die Schulden bei Jurek zu tilgen, der seinen Bruder in Berlin zunehmend unter Druck setzt. Zur Durchführung des Diebstahls fasst er verschiedene Pläne, die jedoch durch unglückliche Verkettungen von Umständen immer wieder scheitern. Als sich herausstellt, dass es sich bei dem vermeintlichen Kunstwerk um eine Fälschung handelt, kommt Maiks Bruder Kevin ebenfalls nach Läuterberg. Zusammen versuchen die beiden einen neuen Weg zu finden, um ihre Schulden bei Jurek zu bezahlen.
Um im Verlauf der Ereignisse seine Tarnung aufrechtzuerhalten, nimmt Maik als Pfarrer am Schicksal der Gemeinde teil und regelt Probleme auf unkonventionelle Art. Die Lage wird dadurch verkompliziert, dass sich zwischen Maik und der hübschen Kirchenchorleiterin Eva Hellwarth, die gleichzeitig Polizistin ist, eine Liebesbeziehung entwickelt.
Die Ereignisse überschlagen sich, als schließlich Jurek selbst nach Läuterberg kommt. Als dieser im Pfarrhaus an einer Erdnuss erstickt, tritt Boris, ein weiteres Bandenmitglied, in Erscheinung. Boris zwingt Maik und Kevin, mit ihm zusammen die örtliche Bankfiliale zu überfallen. Die Brüder bleiben unerkannt, doch aufgrund der Aussage einer Bankangestellten gelingt es der Polizistin Eva Hellwarth, Boris zu identifizieren. Auf der Flucht gibt er einen Schuss auf die Polizistin ab, der jedoch von Maik abgefangen wird. Ob Maik überlebt, bleibt zum Ende der ersten Staffel offen.

## Besetzung

### Hauptdarsteller
| Darsteller            | Rollenname                     | Folgen | Staffeln | Zeitraum  | Bemerkungen                                                                                           |
| --------------------- | ------------------------------ | ------ | -------- | --------- | --- |
| Daniel Donskoy        | Maik Schäfer als Josef Sanmann | 1–28   | 1–3      | 2018–2021 | (unbeabsichtigter) Pfarrer von Läuterberg; Bruder von Kevin; Sohn von Uwe; Freund von Eva             |
| Bettina Burchard      | Eva Hellwarth                  | 1–28   | 1–3      | 2018–2021 | Polizistin und Leiterin des Kirchenchors Schwester von Ellen, Ex-Verlobte von Sven; Freundin von Maik |
| Vincent Krüger        | Kevin Schäfer                  | 1–28   | 1–3      | 2018–2021 | Bruder von Maik; Sohn von Uwe                                                                         |
| Susi Banzhaf          | Maria Böhme                    | 1–28   | 1–3      | 2018–2021 | Pfarrhaushälterin Mutter von Freddy                                                                   |
| Marie Burchard        | Ellen Hellwarth                | 1–24   | 1–3      | 2018–2021 | Arzthelferin Schwester von Eva, Frau von Tom                                                          |
| Michael Raphael Klein | Dr. Sven Keiser                | 3–26   | 1–3      | 2018–2021 | Arzt Ex-Verlobter von Eva; Zwillingsbruder von Noah                                                   |

### Nebendarsteller
| Darsteller              | Rollenname       | Folgen   | Staffeln | Zeitraum   | Bemerkungen                              |
| ----------------------- | ---------------- | -------- | -------- | ---------- | ---------------------------------------- |
| Jochen Langner          | Hanno Gutmann    | 1–8      | 1        | 2018       | Gastwirt                                 |
| Steve Windolf           | Tom Richter      | 3–7      | 1        | 2018       | Mann von Ellen                           |
| Bernd-Christian Althoff | Tom Richter      | 12–20    | 2        | 2019       | Mann von Ellen                           |
| Franziska Arndt         | Jennifer König   | 3–8      | 1        | 2018       | Konditorin                               |
| Nina Vorbrodt           | Doreen Möller    | 3–28     | 1–3      | 2018–2021  | Bankangestellte                          |
| Christoph Nitz          | Herr Bergsteiner | 4, 13–20 | 1–2      | 2018 2019– | Kirchenvorstand                          |
| Stefko Hanushevsky      | Peter Riemer     | 4–9      | 1        | 2018       | Pfarrer von Frankenthal                  |
| Teresa Rizos            | Simone Wienberg  | 4–28     | 1–3      | 2018–2021  | Pfarrsekretärin                          |
| Elisabeth Baulitz       | Elisabeth Kruse  | 4–28     | 1–3      | 2018–2021  | Mitglied des Kirchenvorstands            |
| Frederik Bott           | Freddy Bauer     | 4–20     | 1–2      | 2018–2019  | Fußballspieler Sohn von Maria und Johann |
| Sascha Alexander Geršak | Jurek †          | 6–11     | 1–2      | 2018–2019  | Krimineller                              |
| Tobias van Dieken       | Axel Haar †      | 6–9      | 1        | 2018       | Polizist                                 |
| Robert Lohr             | Johann           | 15       | 2        | 2019       | Pfarrer Vater von Freddy                 |
| Roland Wolf             | Emanuel          | 21–28    | 3        | 2021       | Kaplan                                   |
| Karolina Lodyga         | Katja Marusic    | 21–28    | 3        | 2021       | Kriminelle                               |
| David Bredin            | Uwe Schäfer †    | 22–27    | 3        | 2021       | Krimineller Vater von Maik und Kevin     |

## Episodenliste

### Staffel 1
| Nr. (ges.) | Nr. (St.) | Originaltitel                              | Erstausstrahlung D | Regie                         | Drehbuch                                             |
| ---------- | --------- | ------------------------------------------ | ------------------ | ----------------------------- | ---------------------------------------------------- |
| 1          | 1         | Vom Regen in die Kirche                    | 23. Jan. 2018      | Oliver Schmitz                | Vivien Hoppe                                         |
| 2          | 2         | Eine fast sichere Bank                     | 23. Jan. 2018      | Sven Fehrensen                | Vivien Hoppe                                         |
| 3          | 3         | Sie müssen die Braut jetzt küssen          | 30. Jan. 2018      | Sven Fehrensen                | Antonia Rothe-Liermann, Katrin Milhahn, Vivien Hoppe |
| 4          | 4         | Was Frauen wollen                          | 6. Feb. 2018       | Ulrike Hamacher               | Vivien Hoppe                                         |
| 5          | 5         | Vor der Prozession ist nach der Prozession | 13. Feb. 2018      | Ulrike Hamacher               | Antonia Rothe-Liermann, Katrin Milhahn, Vivien Hoppe |
| 6          | 6         | Es ist nicht alles Gold, was glänzt        | 20. Feb. 2018      | Sven Fehrensen                | Vivien Hoppe                                         |
| 7          | 7         | Zweieinhalb Männer und ein Baby            | 27. Feb. 2018      | Ulrike Hamacher               | Antonia Rothe-Liermann, Katrin Milhahn, Vivien Hoppe |
| 8          | 8         | Schnittchen oder Flittchen                 | 6. März 2018       | Andreas Menck                 | Vivien Hoppe                                         |
| 9          | 9         | Und vergib uns unsere Schuld               | 13. März 2018      | Andreas Menck                 | Lucas Flasch, Seraina Nyikos, Johannes Rothe         |
| 10         | 10        | Rinderwahnsinn 2.0                         | 20. März 2018      | Andreas Menck, Oliver Schmitz | Vivien Hoppe, Katrin Milhahn, Antonia Rothe-Liermann |

### Staffel 2
| Nr. (ges.) | Nr. (St.) | Originaltitel                                  | Erstausstrahlung D | Regie                                              | Drehbuch                                             |
| ---------- | --------- | ---------------------------------------------- | ------------------ | -------------------------------------------------- | ---------------------------------------------------- |
| 11         | 1         | Schluckauf im Hirn                             | 7. Mai 2019        | Ulrike Hamacher, Sven Fehrensen, Hanno Olderdissen | Vivien Hoppe, Valentina Brüning                      |
| 12         | 2         | Erleuchtung garantiert                         | 14. Mai 2019       | Ulrike Hamacher, Sven Fehrensen, Hanno Olderdissen | Katrin Milhahn, Antonia Rothe-Liermann               |
| 13         | 3         | Falsche Pfarrer küsst man nicht                | 28. Mai 2019       | Ulrike Hamacher, Sven Fehrensen, Hanno Olderdissen | Vivien Hoppe                                         |
| 14         | 4         | Wiedervereinigung                              | 4. Juni 2019       | Ulrike Hamacher, Sven Fehrensen, Hanno Olderdissen | Valentina Brüning                                    |
| 15         | 5         | Holzbock süß – sauer                           | 18. Juni 2019      | Ulrike Hamacher, Sven Fehrensen, Hanno Olderdissen | Katrin Milhahn, Antonia Rothe-Liermann               |
| 16         | 6         | Unentdeckte Empfängnis                         | 25. Juni 2019      | Ulrike Hamacher, Sven Fehrensen, Hanno Olderdissen | Katrin Milhahn, Antonia Rothe-Liermann               |
| 17         | 7         | Virgin Mary für ein Halleluja                  | 2. Juli 2019       | Sven Fehrensen                                     | Katrin Milhahn, Antonia Rothe-Liermann, Vivien Hoppe |
| 18         | 8         | Mit 50 Dildos nach Panama                      | 9. Juli 2019       | Ulrike Hamacher, Sven Fehrensen, Hanno Olderdissen | Antonia Rothe-Liermann                               |
| 19         | 9         | Sie ist wieder da                              | 16. Juli 2019      | Ulrike Hamacher, Sven Fehrensen, Hanno Olderdissen | Vivien Hoppe                                         |
| 20         | 10        | Padre Mobile oder den letzten beißen die Hunde | 16. Juli 2019      | Ulrike Hamacher, Sven Fehrensen, Hanno Olderdissen | Vivien Hoppe                                         |

### Staffel 3
| Nr. (ges.) | Nr. (St.) | Originaltitel                          | Erstausstrahlung D | Regie           | Drehbuch                                               |
| ---------- | --------- | -------------------------------------- | ------------------ | --------------- | ------------------------------------------------------ |
| 21         | 1         | Ein Bruder für einen Bruder            | 19. Aug. 2021      | Markus Sehr     | Katrin Milhahn & Antonia Rothe-Liermann                |
| 22         | 2         | Und es werde Licht                     | 19. Aug. 2021      | Markus Sehr     | Melina Natale & Antonia Rothe-Liermann                 |
| 23         | 3         | Eine schrecklich nette Familie         | 19. Aug. 2021      | Markus Sehr     | Anja Flade-Kruse & Antonia Rothe-Liermann              |
| 24         | 4         | 007 startet wieder                     | 19. Aug. 2021      | Markus Sehr     | Katrin Milhahn & Antonia Rothe-Liermann                |
| 25         | 5         | Der einzig korrekte Mann in der Kirche | 26. Aug. 2021      | Wolfgang Eißler | Valentina Brüning & Antonia Rothe-Liermann             |
| 26         | 6         | Der Arzt, dem die Frauen vertrauen     | 26. Aug. 2021      | Wolfgang Eißler | Melina Natale, Katrin Milhahn & Antonia Rothe-Liermann |
| 27         | 7         | Ein Wunder ist auch eine Lösung        | 26. Aug. 2021      | Wolfgang Eißler | Anja Flade-Kruse & Antonia Rothe-Liermann              |
| 28         | 8         | Amen, Alter!                           | 26. Aug. 2021      | Wolfgang Eißler | Antonia Rothe-Liermann                                 |

## Rezeption

### Kritiken
Die Serie wird von der Kritik zumeist als innovationslose, aber amüsante Dramedy-Serie wahrgenommen, die es nicht über die Durchschnittlichkeit hinaus schafft.
Auf Basis der ersten beiden Episoden urteilte Jana Bärenwaldt vom Branchenportal wunschliste.de: „‚Sankt Maik‘ ist typisch leichte Serienkost für Abende, an denen man einfach entspannt auf der Couch liegen und mal abschalten will. Trotz einigen Mankos hat die Serie Witz und einen gewissen Charme und ist kurzweilig anzusehen, wenn man gerade nichts Besseres vorhat.“
Die Frankfurter Allgemeine Zeitung sieht die Serie eher positiv und findet, dass sie „als Antipode zum ‚Dschungelcamp‘ […] für das Programm des Privatsenders ein Segen“ sei.
Thomas Jansen, der Chef vom Dienst von katholisch.de, dem Internetportal der römisch-katholischen Kirche in Deutschland, merkt an, dass die Szenen und Dialoge oft witzig sind und empfiehlt die Serie als „kurzweiliges Sehvergnügen“, wobei die Figur des falschen Priesters „kaum unrealistischer als die des Kripo-Hauptkommissars in einem durchschnittlichen Tatort“ sei.
Loryn Pörschke von serienjunkies.de wies auf die Ähnlichkeit der Serie zu der US-amerikanischen Comedyserie Impastor hin.

### Einschaltquoten
| Nr. (ges.) | Nr. (St.) | Datum         | Zuschauer | Zuschauer       | Marktanteil | Marktanteil     | Quelle |
| Nr. (ges.) | Nr. (St.) | Datum         | Gesamt    | 14 bis 49 Jahre | Gesamt      | 14 bis 49 Jahre | Quelle |
| ---------- | --------- | ------------- | --------- | --------------- | ----------- | --------------- | ------ |
| 01         | 01        | 23. Jan. 2018 | 2,58 Mio. | 1,35 Mio.       | 8,0 %       | 13,5 %          | [ 9 ]  |
| 02         | 02        | 23. Jan. 2018 | 2,60 Mio. | 1,34 Mio.       | 8,3 %       | 13,0 %          | [ 9 ]  |
| 03         | 03        | 30. Jan. 2018 | 2,18 Mio. | 1,29 Mio.       | 7,7 %       | 13,0 %          | [ 10 ] |
| 04         | 04        | 6. Feb. 2018  | 2,28 Mio. | 1,22 Mio.       | 7,1 %       | 11,9 %          | [ 11 ] |
| 05         | 05        | 13. Feb. 2018 | 1,97 Mio. | 1,14 Mio.       | 5,9 %       | 10,9 %          | [ 12 ] |
| 06         | 06        | 20. Feb. 2018 | 2,46 Mio. | 1,51 Mio.       | 7,3 %       | 13,6 %          | [ 13 ] |
| 07         | 07        | 27. Feb. 2018 | 2,43 Mio. | 1,41 Mio.       | 7,2 %       | 12,8 %          | [ 14 ] |
| 08         | 08        | 6. Mär. 2018  | 2,25 Mio. | 1,42 Mio.       | 6,9 %       | 13,6 %          | [ 15 ] |

### Auszeichnungen
- Internationale Eyes & Ears Awards
  - 2018: 1. Preis in der Kategorie Bester Radio-Spot
  - 2018: 1. Preis in der Kategorie Beste On-Air-Programm-Kampagne: Fiction Eigenproduktion
  - 2018: 2. Preis in der Kategorie Bester On-Air-Programm-Spot: Fiction Eigenproduktion

### Ausstrahlung im Ausland
Portugal
Die Erstausstrahlung der ersten Staffel (10 Folgen) erfolgt am 13. Dezember 2021 um 22 Uhr auf dem öffentlich-rechtlichen Sender RTP2.